# Gil (Bonelli)
È una serie a fumetti gialla in 11 numeri, creata da Ennio Missaglia e pubblicata a partire da giugno 1982 fino ad aprile 1983 dalla Sergio Bonelli Editore.
È considerato il successore di Judas, chiuso dopo 16 numeri, dato che gli autori sono gli stessi e l'unica differenza sono le copertine disegnate da Vincenzo Monti.

## Storia Editoriale
È stata pubblicata dalla Daim Press (attuale Sergio Bonelli Editore) in 11 Albi da giugno 1982 ad aprile 1983.
A partire da novembre 2023 viene riproposta all'interno della "Collana Reprint" edita da IF Edizioni.

## Elenco degli albi
| Nr. | Titolo                 | Data pubblicazione | Soggetto        | Sceneggiatura   | Disegni             | Copertina      |
| --- | ---------------------- | ------------------ | --------------- | --------------- | ------------------- | -------------- |
| 1   | Gil                    | giugno 1982        | Ennio Missaglia | Ennio Missaglia | Vladimiro Missaglia | Vincenzo Monti |
| 2   | I Cani della Notte     | luglio 1982        | Ennio Missaglia | Ennio Missaglia | Ivo Pavone          | Vincenzo Monti |
| 3   | El Coyote              | agosto 1982        | Ennio Missaglia | Ennio Missaglia | Vladimiro Missaglia | Vincenzo Monti |
| 4   | Colorado!              | settembre 1982     | Ennio Missaglia | Ennio Missaglia | Ivo Pavone          | Vincenzo Monti |
| 5   | Intrigo a Las Vegas    | ottobre 1982       | Ennio Missaglia | Ennio Missaglia | Vladimiro Missaglia | Vincenzo Monti |
| 6   | Plutonio               | novembre 1982      | Ennio Missaglia | Ennio Missaglia | Ivo Pavone          | Vincenzo Monti |
| 7   | Portatori di morte     | dicembre 1982      | Ennio Missaglia | Ennio Missaglia | Vladimiro Missaglia | Vincenzo Monti |
| 8   | Sabotaggio             | gennaio 1983       | Ennio Missaglia | Ennio Missaglia | Ivo Pavone          | Vincenzo Monti |
| 9   | Contratto per uccidere | febbraio 1983      | Ennio Missaglia | Ennio Missaglia | Vladimiro Missaglia | Vincenzo Monti |
| 10  | Rodeo!                 | marzo 1983         | Ennio Missaglia | Ennio Missaglia | Ivo Pavone          | Vincenzo Monti |
| 11  | Terrore al luna-park   | aprile 1983        | Ennio Missaglia | Ennio Missaglia | Vladimiro Missaglia | Vincenzo Monti |